# Руа Бутини (Кунео)
Руа Бутини је насеље у Италији у округу Кунео, региону Пијемонт.
Према процени из 2011. у насељу је живело 56 становника. Насеље се налази на надморској висини од 394 м.